# Pavel Petrovič Turčaninov
Pavel Petrovič Turčaninov (rusko Павел Петрович Турчанинов), ruski general, * 1776, † 1839.
Bil je eden izmed pomembnejših generalov, ki so se borili med Napoleonovo invazijo na Rusijo; posledično je bil njegov portret dodan v Vojaško galerijo Zimskega dvorca.

## Življenje
18. avgusta 1789 je vstopil v Preobraženski polk in 18. oktobra 1794 je bil povišan v zastavnika. 3. marca 1796 je bil s činom stotnika premeščen v Staroingermanlandski pehotni polk, kjer je postal adjutant Suvorova. Sodeloval je v danski kampanji, pri čemer je bil ranjen. Po vrnitvi v Rusijo je bil 16. junija 1800 odpuščen iz vojaške službe. 
2. maja 1801 se je vrnil v vojaško službo in bil s činom podpolkovnika dodeljen Arhangelogorodnemu mušketirskemu polku; 20. septembra istega leta je postal poveljnik polka. 4. januarja 1805 je bil imenovan za poveljnika Jekaterinoslavskega grenadirskega polka; v polkovnika je bil povišan 23. aprila 1806. 
S polkom je sodeloval v francosko-ruski vojni leta 1806-07. 7. februarja 1808 je bil imenovan za poveljnika Oloneckega mušketirskega polka, s katerim se je udeležil bojev proti Turkom v Moldaviji in Srbiji v letih 1809-11. Ker je uspel zavzeti trdnjavo Bregovo v Srbiji, je bil 29. decembra 1810 povišan v generalmajorja ter imenovan za poveljnika 2. brigade 22. pehotne divizije.
11. junija 1813 je postal poveljnika celotne 22. pehotne divizije, s katero se je udeležil vojne kampanje v Nemčiji in Franciji. Po vojni je postal poveljnik 1. brigade 14. pehotne divizije. 12. decembra 1816 pa je ponovno postal poveljnik 22. pehotne divizije, nato pa je bil 25. novembra 1818 vrnjen na staro mesto brigadnega poveljnika 1. brigade 14. pehotne divizije; pozneje je postal poveljnik 1. brigade 3. pehotne divizije.
12. septembra 1820 je prevzel poveljstvo 13. pehotne divizije; 12. decembra 1824 je bil povišan v generalporočnika. 10. julija 1826 je bil odstranjen iz poveljniškega mesta. 27. septembra 1829 je postal poveljnik Aboja, nato pa je postal vojaški guverner Podolskega. 16. februarja 1835 je postal vojaški guverner Kamenec-Podolskega ter civilni guverner podolske province. 17. oktobra 1835 je postal poveljnik Kijeva.